# 衛星アニメ劇場
衛星アニメ劇場（えいせいアニメげきじょう）とはNHK BS2で1990年4月2日から2011年3月27日に放送されたアニメ番組枠である。「衛星こども劇場」の後を受けて、アニメのみの枠として開始された。なお、NHKではこの枠で放送された番組を地上波で再放送する枠も『衛星アニメ劇場』と呼称している。

## 概要
当初は民放で放送していたアニメなど他局の再放送が中心で、CS放送のアニメ専門局が普及するまでは貴重な再放送枠であった。1994年以降、商業ベースには乗りにくい（乗らなかった）国内製作アニメも新作として（但し、NHKによる製作又は製作会社からの放送権購入の扱い）放送するようになった。また、他ではほとんど見られる機会がなかった、海外製作作品を積極的に放送したのも特色の一つであった。2003年に枠が縮小されて以降は、新作中心の構成となっている。また、姉妹関係にある番組として「BS名作アニメ劇場」がある。日曜は「サンデーアニメ劇場」（1990年4月8日 - 1994年3月13日）として放送され、主に新作枠として使われた。
2007年3月31日放送分までのデジタル放送はスタジオ4:3、VTR16:9（1作品目と3作品目のみ）であったが、同年4月7日放送分からはオープニングアニメーションとスタジオも16:9（アナログ放送は14:9）サイズでの放送になった。
NHKの衛星放送チャンネル数再編により2011年3月27日放送分を以って21年の歴史に幕を降ろした。なおアニメ番組枠としての名称はNHK BSプレミアムのBS深夜アニメ館に引き継がれた。

## 放送時間帯
- 1990年4月2日 - 1993年4月3日…月 - 土曜 18:00 - 18:57（19:00）
- 1993年4月5日 - 1994年4月1日…月 - 金曜 18:00 - 18:57

以上は帯で2作品放送。他局のTV作品の再放送および海外製作作品で、新作は放送されなかった。
- 1994年4月4日 - 1998年4月3日…月 - 金曜 18:00 - 18:57
- 1998年4月6日 - 10月1日…月 - 木曜 18:00 - 18:55
- 1998年10月5日 - 1999年4月2日…月 - 金曜 18:00 - 18:55
- 1999年4月5日 - 2003年4月3日…月 - 木曜 18:00 - 18:55

以上は各曜日2作品ずつ、週当り10（8）作品放送。新作、他局の再放送、OVA、海外で製作された作品などが放送されていたが帯番組時代はスタジオパートのみ地方局での収録がしばしば行われていた。
- 2003年4月5日 - 2005年3月26日…土曜 8:05 - 9:25
- 2005年4月2日 - 2008年3月29日…土曜 8:05 - 9:28

以上は3作品放映。8時台の前半が新作（基本的に自局制作以外）または海外で製作された作品、8時台の後半が他局の再放送、9時台が自局制作の新作またはOVAである。
- 2008年4月3日 - 2009年3月26日…木曜 23:00 - 23:59

新作が深夜帯に放送されるのはNHKでは初である（再放送を除く）。また、本放送時点から字幕放送に対応するのも初である（その後の地上波放送時に対応する場合が大半だった）。
- 2009年4月5日 - 2010年3月21日…日曜 23:00 - 24:20
- 2010年4月4日 - 2011年3月27日…日曜 23:00 - 23:50

2009年4月改編により日曜深夜に移動。終了時間は2作品放送時が23:50、3作品放送時が24:20に変更された。
NHK地上波との関係
- 1993年4月3日、土曜18時枠終了。1993年4月10日からNHK総合テレビ土曜18:10枠でアニメ放送開始。
- 1999年4月2日、金曜18時枠終了。1999年4月9日からNHK教育テレビ金曜18:00枠でアニメ放送開始。
- 2003年4月5日、放送枠縮小。2003年4月からNHK教育テレビ（19時台）でアニメ放送枠拡大。
- 2008年3月29日、土曜午前枠終了。2008年4月5日からNHK教育テレビ土曜8時台、9時台でアニメ放送開始。

## ナビゲーター
- 作品の放送前後に通称「ナビゲーター」（2005年3月までの呼称は「おねえさん」）と呼ばれる案内役がおたよりやイラストを紹介するコーナーやアニメ作品の主題歌を歌うコーナーがあり、スタジオにゲストとして原作者や声優が来た時にはトークの聞き手になるなど重要な役割を果たした。また、2000年4月3日から2003年4月3日にかけては、お姉さんが登場するスタジオとしてテント2000みんなの広場が用いられていた。
- 2002年3月28日までの帯時間帯の時代は2人が曜日毎に交代で担当していた。
  - 2003年4月5日からは枠縮小（この同年4月から夕方から朝に枠を移した）に伴い1人になったが、2005年4月2日より毎回男女2人で担当する形式に変更された。
- 同年9月3日〜11月5日はかかずゆみが産休のため松本彩乃(現：新名彩乃)が代理を務めた。
- 生放送と間違えられやすいが「衛星アニメ劇場」は収録放送であり且つ2本録りである。[いつから?]
  - 本編内ではたまに台本のセリフを少々噛んだりとちったりしても割とそのまま流れることがあるが『かかずゆみの超輝け!大和魂!!』（2007年10月16日配信分）にゲスト出演した吉田の話によると「本当にタイトルを忘れたり詰まった時は撮り直している」とのことである。
- 2007年4月7日からスタジオ放送も16:9に変わったのに合わせて、スタジオ内のセットが家をイメージとしたセット（後ろには窓がある）に一新された。以後、4月14日放送分（この週から以後2本録り）のオープニングは2人が立って挨拶・番組紹介（8時台後半アニメ終了からは座って進行）をしているが、翌週以降からは座って進行という形に戻した。
- 2007年10月13日から『オーバン・スターレーサーズ』終了後にMCコーナーの時間が設けられた。
- 2008年3月15日はアニメの新番組を紹介した（前週で「彩雲国物語」が終了したため）。当番組の木曜夜23時移行も兼ねて告知された。
- 2008年3月22日は第80回選抜高校野球大会中継のため9時00分までの短縮版で放送された。この週で朝として最後の放送になった。
- 2008年3月29日はBS春休みアニメ特選（『もも子、かえるの歌がきこえるよ。』）と『しぶやBSコレクション』放送のため休止した。

### 歴代おねえさん
- 島崎路子（1991年4月6日 - 1993年4月3日）
- 大崎美奈子（1991年4月6日 - 1994年4月1日）
- 濱田由紀（1993年4月5日 - 1994年4月1日）
- 矢野晶子（1994年4月4日 - 1996年3月29日）
- 石崎百年子（1994年4月4日 - 1996年3月29日）
- 児玉多恵子（1996年4月1日 - 1999年4月2日）
- いいだ美夏（1996年4月1日 - 1999年4月2日）
- 岩城美香（1999年4月5日 - 2002年3月28日）
- 石津彩（1999年4月5日 - 2002年3月28日）
- 本美奈子（2002年4月1日 - 2003年4月3日）
- 鈴木文子（2002年4月1日 - 2003年4月3日）
- 鈴木砂羽（2003年4月5日 - 2004年3月27日）
- 遠藤久美子（2004年4月3日 - 2005年3月26日）

### 歴代ナビゲーター
- かかずゆみ（2005年4月2日 - 2008年3月29日）
- 吉田智則（現 吉田ボイス）（2005年4月2日 - 2008年3月29日）

2007年2月3日放送分（収録1本目）は未出演。冒頭で「吉田さんはお休みです」とかかずが言ったのみで詳しい理由は説明されなかった。しかし、次の2本目の収録では伊藤健太郎とのゲストトーク以外では普通に出演していた。これは収録の日の吉田のスケジュールの都合で1本だけの出演になり、収録の前半だけ出演したということであった。
- 松本彩乃（2005年9月3日 - 11月5日、かかずゆみの産休中の代理）
- 浅川悠（2008年4月3日 - 2009年3月26日）
- 勝杏里（2008年4月3日 - 2009年3月26日）

番組初期から続いたナビゲーター（おねえさん）の出演は2009年3月26日放送分をもって終了した。2009年4月5日放送分以降はアニメーションキャラクター「いわしくん」（声：水田わさび）と「LOW FATくん」が登場し、冒頭の放送ラインナップやミニコーナー、エンディングの進行を行った。

## ゲスト
番組では、新作アニメに出演している声優等がゲストトークとして出演する事があった（まれに旧作アニメのゲスト出演あり）。
1994～2002年度の週10（8）作品日替わり放送時代
- 衛星アニメ劇場の枠内で放送された特番、及び新作枠の前後または番組終了まで出演。

2003～2007年度の土曜朝枠（3作品放送）時代
- 基本的に2本目のアニメ（旧作枠）が終わったときに出演。
- 2本録りで2週連続出演のパターンとなっていた（1週目は2・3本目のアニメ終了後、2週目は2本目終了後のみ出演）。
- また、定期的にゲストトークの総集編（3人）もダイジェスト（25分）で放送する場合もあった。

太字の放送日は特番を意味する。
1995年
- 12月25～29日 野上ゆかな（現：ゆかな）・宮崎一成・佐久間レイ・小桜エツ子・松本梨香・真殿光昭・川田妙子・津久井教生・鈴木明子（ゆきじ）

（『あずきちゃん』野山あずさ・小笠原勇之助・榊原ヨーコ・野山だいず・児玉翠・高柳ケン・西野かおる・坂口まこと・高橋朋美役）
12/29の放送形態は前半30分特番、後半28分一期最終39話放送
1998年
- 3月24日・3月31日 野上ゆかな（現：ゆかな）・宮崎一成・佐久間レイ・小桜エツ子・津久井教生

（『あずきちゃん』野山あずさ・小笠原勇之助・榊原ヨーコ・野山だいず・坂口まこと役）
- 6月30日 グミ（現：日向めぐみ）（『カードキャプターさくら』一期主題歌歌手）
- 7月28日 丹下桜（同：木之本桜役）
- 8月25日 丹下桜・久川綾（同：木之本桜・ケルベロス役）
- 12月24日 宮崎一成・大谷育江（『カードキャプターさくら』山崎貴史役・『マドレーヌ』マドレーヌ役）
- 12月29日 宮崎一成・松本美和（『カードキャプターさくら』山崎貴史・三原千春役）

2000年
- 3月21日 岩男潤子（『カードキャプターさくら』大道寺知世役）

2001年
- 3月13日 千葉千恵巳（『だぁ!だぁ!だぁ!』ワンニャー役）
- 8月28日 名塚佳織・三瓶由布子（同：光月未夢・西遠寺彷徨役）

2002年
- 3月5日 榎本温子（『だぁ!だぁ!だぁ!』小西綾役）
- 3月12日 白倉麻子（同：天地ななみ役）
- 3月19日 時田光（同：黒須三太役）
- 3月26日 川村美香（同：原作者）

2005年
- 5月28日・6月4日 豊永利行（『絶対少年』逢沢歩役）
- 6月11日・6月18日 くまいもとこ（『今日からマ王!』グレタ役、『メジャー』本田吾郎役）
- 7月9日・7月16日 宮田幸季（『今日からマ王!』村田健（ムラケン）役）
- 9月3日・9月10日 小林晃子（『絶対少年』谷川希紗役）
- 10月1日・10月8日 甲斐田ゆき（『絶対少年』真壁正樹（マッキー）役）
- 10月29日・11月5日 竹田雅則（『今日からマ王!』ヨザック役）

2006年
- 1月7日・1月14日 小西克幸（『今日からマ王!』渋谷勝利役）
- 4月29日・5月6日 朴璐美（『学園アリス』日向棗（なつめ）役）
- 5月27日・6月3日 古川登志夫（『機動警察パトレイバー』篠原遊馬役）
- 6月24日・7月1日 桑島法子（『彩雲国物語』紅秀麗役）
- 7月8日・7月15日 名塚佳織（『風人物語』ナオ役）
- 8月5日・8月12日 檜山修之（『彩雲国物語』李絳攸役）
- 9月30日・10月7日 大林隆介（『機動警察パトレイバー』後藤喜一役）
- 10月28日・11月4日 真殿光昭（『彩雲国物語』紅 黎深役）
- 11月25日・12月2日 折笠愛（『シルクロード少年 ユート』ユート役）

2007年
- 1月6日・1月13日 仙台エリ（『彩雲国物語』香鈴役）
- 2月3日・2月10日 伊藤健太郎（『彩雲国物語』浪 燕青役）
- 3月3日・3月10日 笹本優子（『シルクロード少年 ユート』春麗役）
- 4月28日・5月5日 浪川大輔（『彩雲国物語』杜影月役）
- 6月9日・6月16日 関智一（『彩雲国物語』紫 劉輝役）
- 6月23日 彩雲国物語ゲストトーク（伊藤健太郎・仙台エリ・浪川大輔）
- 7月7日・7月14日 井上倫宏（『MASTERキートン』キートン役）
- 8月18日・8月25日 緑川光（『彩雲国物語』茈 静蘭役）
- 9月15日・9月22日 安藤麻吹（『精霊の守り人』バルサ役）
- 10月27日・11月3日 野田順子（『オーバン・スターレーサーズ』モリー（エバ・ウェイ）役）
- 11月24日・12月1日 勝杏里（『彩雲国物語』タンタン(榛蘇芳)役）
- 12月8日 関智一・緑川光・森川智之・檜山修之（彩雲国物語の世界（1） 「秀麗の本命は誰だ!?」）
- 12月15日 桑島法子・緑川光・森川智之・檜山修之（彩雲国物語の世界（2） 「彩雲国名言アワード2007」）

12月8日と15日放送分の司会はかかずゆみとはりけ〜んず、ナレーターは佐藤朱（みんなの広場ふれあいホールで録画）
2008年
- 1月5日・1月12日 森久保祥太郎（『彩雲国物語』陸清雅役）

『ProjectBLUE 地球SOS』の後に行われたスペシャルインタビュー（『メジャー』のアフレコ現場にて）。
かかずが単独で前半では2008年1月5日から始まった『メジャー』第4シーズンの見所などを、後半では『彩雲国物語』の陸清雅について伺った。
- 1月19日 彩雲国物語 ゲストトークスペシャル（関智一・緑川光・勝杏里）
- 2月2日・2月9日 渡辺明乃（『ProjectBLUE 地球SOS』ビリー・キムラ役）
- 3月1日・3月8日 宍戸淳（『彩雲国物語』監督）
- 5月8日・5月15日 水樹奈々（『アリソンとリリア』アリソン・ウィッティングトン（少女時代）、リリア・シュルツ役）
- 6月5日・6月12日 斎賀みつき（『今日からマ王!』ヴォルフラム役）
- 8月7日・8月14日 吉野裕行（『アリソンとリリア』トレイズ役）
- 9月4日・9月22日 能登麻美子（『アリソンとリリア』フィオナ役）
- 10月9日・10月16日 森川智之（『今日からマ王!』コンラッド、『アリソンとリリア』トラヴァス役）
- 11月6日・11月13日 小西克幸（『TYTANIA -タイタニア-』ファン・ヒューリック役）
- 12月4日・12月11日 岸尾だいすけ（『TYTANIA -タイタニア-』ジュスラン・タイタニア役）

2009年
- 1月29日・2月12日 西村純二（『今日からマ王!』監督）
- 3月12日・3月19日 田中芳樹（『タイタニア』原作）,石黒昇（『タイタニア』監督）

## 放送された作品
複数回放送されているものあるいは複数年度にまたがって放送されているものについては初放送の年度に含めた。また編成や制作の都合により全話放送されないまま打ち切りになった作品もある。
作品タイトルの太字は当衛星アニメ劇場が初放送の国内制作作品（新作）を意味する。太字の後の★は制作著作NHKとクレジットされている作品、☆はNHKまたは関連会社が制作にクレジットまたは製作委員会に参加している作品、太字で印がないものはNHK及び関連会社の関与が無い作品を示す。

### 2作品帯放送時代
1990年度
- ラビットイヤーズ
  - 衛星こども劇場から継続、4月2日 - 4月8日
- フランダースの犬
  - 衛星こども劇場から継続、4月2日 - 4月8日
- 赤胴鈴之助
  - 第26話まで、4月9日 - 5月16日
- みつばちマーヤの冒険
  - 衛星こども劇場から継続、4月9日 - 4月23日
- 小さなバイキングビッケ
  - 衛星こども劇場から継続、第77話まで、4月24日 - 5月30日
- わんぱくギャング大作戦
  - 5月17日 - 6月2日
- スパイラルゾーン
  - 6月1日 - 6月30日
- アタックNo.1
  - 第26話まで、6月4日 - 7月3日
- 魔法少女レインボーブライト
  - 7月2日 - 7月17日
- ガンバの冒険
  - 7月4日 - 8月7日
- 鉄腕アトム
  - 第20話まで、7月23日 - 8月14日
- みゆき
  - 8月8日 - 9月21日
- ガジェット警部
  - 8月15日 - 9月14日
- ニルスのふしぎな旅
  - 9月17日 - 11月28日
- ローンレンジャー
  - 第22話まで、11月10日 - 12月11日
- コラルの探検
  - 3話ずつ放送、11月29日 - 12月19日
- 子鹿物語
  - 12月12日 - 1991年2月22日
- シャザム
  - 12月20日 - 1991年1月10日
- ブラックスター
  - 1991年1月11日 - 1月29日
- 忍風カムイ外伝
  - 1991年1月30日 - 2月28日
- イルカと少年
  - 1991年2月23日 - 3月9日
- ムーミン
  - 1991年3月1日 - 4月2日
- ギャラクシー ハイ・スクール
  - 1991年3月25日 - 4月6日

1991年度　
- 赤胴鈴之助
  - 第27話から、4月3日 - 5月3日
- アタックNo.1
  - 第27話から第52話まで、4月9日 - 5月10日
- アイドル忍者タートルズ
  - 5月6日 - 7月15日
- 未知の海へ ダーク・ウォーター
  - 5月13日 - 5月17日
- サスケ
  - 5月22日 - 7月1日
- スターカム
  - 7月2日 - 7月17日
- 森の妖精ノーム
  - 7月16日 - 8月20日
- 柔道讃歌
  - 7月18日 - 8月26日
- 魔法少女レインボーブライト
  - 8月21日 - 9月5日
- 宇宙伝説ユリシーズ31
  - 8月27日 - 10月2日
- キャッツ&カンパニー
  - 9月6日 - 10月14日
- レポーター・ブルース
  - 10月3日 - 11月8日
- ポールポジション
  - 10月15日 - 11月1日
- 名探偵ホームズ
  - 11月4日 - 12月9日
- ガンバの冒険
  - 11月11日 - 12月13日
- 未来少年コナン
  - 12月10日 - 1992年1月20日
- ガジェット警部
  - 12月14日 - 1992年1月24日
- トッポ・ジージョ
  - 1992年1月21日 - 3月9日
- ラビットイヤーズ
  - 1992年1月27日 - 2月12日
- わんぱくギャング大作戦
  - 1992年2月13日 - 3月2日
- ギャラクシー ハイ・スクール
  - 1992年3月3日 - 3月19日
- おはよう!スパンク
  - 35話まで、1992年3月10日 - 4月28日
- ニルスのふしぎな旅
  - 1992年3月20日 - 5月29日

1992年度
- 星の子チョビン
  - 4月29日 - 6月4日
- 2020年ワンダー・キディ
  - 6月1日 - 6月17日
- ムーミン
  - 6月5日 - 7月10日
- ジャングル大帝
  - 6月18日 - 8月28日
- ウルトラマンキッズ 母をたずねて3000万光年
  - 7月13日 - 8月17日
- ロビンフッドの大冒険
  - 8月18日 - 10月28日
  - 1990年-1991年に放送されたNHK衛星第2テレビジョンの「サンデーアニメ劇場」での39話に加え、未放映となった第40話から第52話の1クール分が新たに追加された。
- ふしぎなメルモ
  - 8月31日 - 10月2日
- 未知の海へ ダーク・ウォーター
  - 10月5日 - 10月21日
- アイドル忍者タートルズ
  - 10月22日 - 12月18日、1993年1月11日 - 1月21日
- シャザム（英語版）
  - 10月29日 - 11月13日
- ブラックスター
  - 11月16日 - 12月2日
- おはよう!スパンク
  - 36話から、12月3日 - 12月18日、1993年1月11日 - 1月28日
- スパイラルゾーン
  - 1993年1月22日 - 3月8日
- 森の妖精ノーム
  - 1993年1月29日 - 2月27日
- トッポ・ジージョ
  - 1993年3月1日 - 4月8日
- ローンレンジャー
  - 1993年3月9日 - 4月2日

1993年度
- テディ・ラクスピンの冒険
  - 4月3日 - 7月2日
- 宇宙戦艦ヤマト
  - 4月9日 - 5月14日
- キャプテン翼
  - 5月17日 - 11月15日
- ふしぎの国のアリス
  - 7月5日 - 8月10日
- シートン動物記 くまの子ジャッキー
  - 8月11日 - 9月15日
- リボンの騎士
  - 9月16日 - 11月29日
- ポールのミラクル大作戦
  - 第26話まで、11月16日 - 12月23日
- 風船少女テンプルちゃん
  - 11月30日 - 12月24日、1994年1月6日 - 1月17日
- 新キャプテン翼（OVA）
  - 1994年1月1日 - 1月17日
- あしたへフリーキック
  - 第25話まで、1994年1月18日 - 2月21日
- うる星やつら
  - 第53回76話まで、1994年1月18日 - 3月31日
- 魔法の妖精ペルシャ
  - 第28話まで、1994年2月22日 - 3月31日

### 週10（8）作品日替わり放送時代
1994年度
- 月曜日
  - ゴールFH☆
  - サッカーフィーバー
- 火曜日
  - 超くせになりそう
  - ひみつの花園、リトルツインズ
- 水曜日
  - 白雪姫の伝説
  - ヤダモン
- 木曜日
  - おまかせスクラッパーズ★
  - ガジェット警部
- 金曜日
  - ふしぎの海のナディア(第21話から)、ハックルベリー・フィン物語、ぞうのババール
  - 家なき子

1995年度
- 月曜日
  - あしたへフリーキック(第26話から)、緑山高校 甲子園編
  - 炎の闘球児 ドッジ弾平
- 火曜日
  - あずきちゃん★（1997年度まで放送）
  - カラオケ戦士マイク次郎、ぞうのババール
- 水曜日
  - ヤンボウ ニンボウ トンボウ☆
  - 青いブリンク
- 木曜日
  - バイカーマイス
  - ガジェット警部
- 金曜日
  - モンタナ・ジョーンズ
  - 十二戦支 爆烈エトレンジャー

1996年度
- 月曜日
  - アイアンマン、チャーリーブラウンとスヌーピー
  - レディジョージィ
- 火曜日
  - あずきちゃん★
  - ぞうのババール
- 水曜日
  - はじめ人間ゴン
  - キャッツ&カンパニー
- 木曜日
  - シンデレラ物語、ウルトラマンキッズ 母をたずねて3000万光年
  - アニメ三銃士
- 金曜日
  - 飛べ!イサミ
  - 快傑ゾロ

1997年度
- 月曜日
  - チャーリーブラウンとスヌーピー、シートン動物記 くまの子ジャッキー
  - ひみつのアッコちゃん（第1作）
- 火曜日
  - あずきちゃん★
  - ロビンフッドの大冒険
- 水曜日
  - タンタンの冒険旅行
  - 白鯨伝説（18話で一旦打ち切り、翌1998～99年度に全39話予定から26話に短縮の上放送）、リトルツインズ、ドリトル先生物語
- 木曜日
  - スプーンおばさん
  - ふしぎの海のナディア、ガジェット警部
- 金曜日
  - フィリックス、Oh!ファミリー
  - 未来警察ウラシマン

1998年度
- 月曜日
  - 太陽の子エステバン、アンデルセン物語
  - 長くつ下のピッピ、おちゃめなふたご クレア学院物語
- 火曜日
  - カードキャプターさくら★（1999年度まで放送）
  - 星の王子さま 、わんころべえ
- 水曜日
  - プリンセスナイン 如月女子高野球部☆、白鯨伝説
  - 家族ロビンソン漂流記 ふしぎな島のフローネ
- 木曜日
  - パタリロ!
  - マドレーヌ
- 金曜日
  - おてんばソフィー
  - 虹の戦記イリス

1999年度
- 月曜日
  - アンデルセン物語、女神候補生
  - ワンサくん、星の子チョビン
- 火曜日
  - カードキャプターさくら★
  - くまのパディントン、装甲救助部隊レストル
- 水曜日
  - 白鯨伝説、おにいさまへ…
  - ピーターパンの冒険、くまのパディントン
- 木曜日
  - ぶぶチャチャ、レ・ミゼラブル（1992年フランス制作のアニメシリーズ）
  - ダグ

2000年度 　
- 月曜日
  - 青いブリンク、未来少年コナン
  - とんがり帽子のメモル
- 火曜日
  - だぁ!だぁ!だぁ!★（2001年度まで放送）
  - ファーブル先生は名探偵、機巧奇傳ヒヲウ戦記☆
- 水曜日
  - おにいさまへ…、ベルサイユのばら
  - くまのパディントン、七つの海のティコ
- 木曜日
  - レ・ミゼラブル（1992年フランス制作のアニメシリーズ）、にんじん、おまかせ!プルーデンスおばさん
  - ダグ、ぶぶチャチャ、ラグラッツ

2001年度
- 月曜日
  - 未来少年コナン、砂漠の海賊!キャプテンクッパ☆、キックオフ2002
  - 宇宙船サジタリウス
- 火曜日
  - だぁ!だぁ!だぁ!★
  - 機巧奇傳ヒヲウ戦記☆、学園戦記ムリョウ☆、格闘料理伝説ビストロレシピ☆
- 水曜日
  - キャプテン・フューチャー
  - はいからさんが通る、赤毛のアン
- 木曜日
  - おまかせ!プルーデンスおばさん、だいすき!ぶぶチャチャ
  - ラグラッツ、いたずらネコラルフ、ふしぎの海のナディア

2002年度　
- 月曜日
  - キックオフ2002、くまのパディントン、ぷちぷり*ユーシィ☆
  - 宇宙船サジタリウス、はれときどきぶた（20話まで放送。2003年3月の春休みアニメ劇場で21・23・24話を放送して打ち切りとなった。)
- 火曜日
  - 十二国記★（2003年度まで放送）
  - 格闘料理伝説ビストロレシピ☆、ガンバの冒険、いたずらネコラルフ
- 水曜日
  - キャプテン・フューチャー、王ドロボウJING、キ・ファイターテラン
  - 赤毛のアン、おまかせ!プルーデンスおばさん
- 木曜日
  - タンタンの冒険
  - ふしぎの海のナディア、冒険者（20話まで放送。2003年3月の春休みアニメ劇場で残り21～26話を放送して終了した。)

### 土曜朝枠（3作品放送）
2003年度 　
- 時空冒険記ゼントリックス
- 機動警察パトレイバー（初期OVAシリーズ）
- プラネテス☆
- ふたつのスピカ★

2004年度 　
- ウォーターシップ・ダウンのうさぎたち
- 今日からマ王!★（第1〜2シリーズ、2005年度まで放送）
- 学園アリス☆（2005年度に再放送）

2005年度
- 絶対少年☆

2006年度
- 機動警察パトレイバー（TVシリーズ）
- 彩雲国物語★（デジタル放送は16:9、アナログ放送は14:9の映像比率サイズで放送。2007年度まで放送）
- 風人物語
- シルクロード少年ユート

2007年度
- 精霊の守り人☆
- MASTERキートン
- オーバン・スターレーサーズ
- ProjectBLUE 地球SOS

### 木曜深夜枠（2作品放送）
2008年度
- 今日からマ王!★（第3シリーズ）
- アリソンとリリア
- TYTANIA -タイタニア-☆

### 日曜深夜枠（2作品または3作品放送）
2009年度
- 花咲ける青少年★（制作著作NHK・ぴえろ）
- グイン・サーガ
- 蟲師
- スター・ウォーズ/クローン・ウォーズ（シーズン1）
- テニスの王子様 全国大会編

2010年度 　
- GIANT KILLING★
- ツバサ・クロニクル（第2シリーズ）
- 人造人間キカイダー THE ANIMATION
- 心霊探偵 八雲★
- スター・ウォーズ/クローン・ウォーズ（シーズン2）
- かみちゅ!